# Кислев

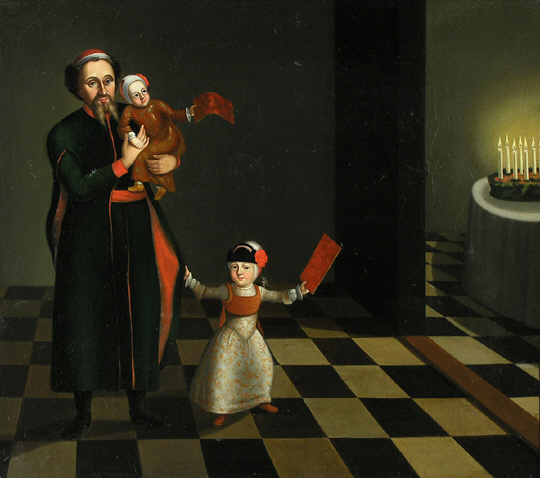
Ханука начинается 25 кислева

Кисле́в (ивр. כִּסְלֵו‎; хаслев) — третий месяц еврейского календаря (при отсчёте согласно Торе — девятый). Обычно соответствует ноябрю-декабрю. В этом месяце может быть 29 или 30 дней.
25 кислева — праздник Ханука, отмечается в память о восстании Маккавеев против греческого владычества.
Месяцу Кислев соответствует созвездие Стрелец.